# Bouhadjar
Pour les articles homonymes, voir Hadjar et Lamy.
Bouhadjar, anciennement Lamy, est une commune de la wilaya d'El Tarf en Algérie.

## Toponymie
Le nom de la ville provient de l'arabe « بو » (« bou ») « père de », « qui tient la qualité de », « qui possède » et « حجار » (hadjar) « pierre ».

## Histoire
Le village de Bouhadjar, anciennement Lamy, a été créé par les Français à la fin du XIXe siècle.

## Économie
Bouhadjar est souvent confondue avec la commune d'El Hadjar qui est une autre commune de la Wilaya d'Annaba. La majorité  des habitants de la commune travaillent soit dans le domaine agricole soit dans le domaine des services (éducation, santé ou fonction publique).